# Riverview, Delaware
Riverview är en ort i Kent County i delstaten Delaware, USA.